# Ancistrachne
Ancistrachne is een geslacht uit de grassenfamilie (Poaceae). De soorten van dit geslacht komen voor in Oost-Azië, Australië en Oceanië.

## Soorten
Van het geslacht zijn de volgende soorten bekend: 
- Ancistrachne ancylotricha
- Ancistrachne maidenii
- Ancistrachne numaeensis
- Ancistrachne uncinulata